# 時津町立時津北小学校
時津町立時津北小学校（とぎつちょうりつ とぎつきたしょうがっこう, Togitsu Town Togitsu Kita Elementary School）は長崎県西彼杵郡時津町日並郷にある公立小学校。略称「北小」（きたしょう）。

## 概要
歴史
1874年（明治7年）に開校した「簡易日並小学校」を前身とする。時津町立時津小学校の分校を経て、1960年（昭和35年）に独立し、現校名となった。2009年（平成21年）に創立135周年を迎えた。2018年（平成30年）現在、日並地区における埋立て及び区画整理により一戸建住宅が増加。伴い児童数316人に増加。同年、屋内運動場(体育館)の老朽化に伴い、敷地内に新たに建設を開始。
教育目標
「思いやり しっかり考え きたえる子」
校歌
3番まであり、各番に「北小」が登場する。
校区
住所表記で時津町の後に日並郷、子々川郷が続く地域。中学校区は時津町立鳴北中学校。

## 沿革
前史
- 1872年（明治5年）
  - 時津村・西時津村・日並村が合併し、時津村となる。
  - 時津村日並郷字道木の庄屋跡を校舎に山口洋三郎を招き、授業を開始。
  - 学制が公布される。

正史
- 1874年（明治7年）5月 - 「簡易日並小学校」が開校。校長は田中治兵衛。
- 1893年（明治26年）7月 - 「時津尋常高等小学校日並分教場」となる。
- 1900年（明治33年）7月 - 日並郷中曽根（現在地）に移転。
- 1941年（昭和16年）4月1日 - 国民学校令により、「時津村国民学校日並分教場」に改称。
- 1947年（昭和22年）4月1日 - 学制改革（六・三制の実施）により、「時津村立時津小学校日並分校」となる。
- 1951年（昭和26年）12月1日 - 町制施行で時津町が発足したことにより、「時津町立時津小学校日並分校」に改称。
- 1959年（昭和34年）4月 - 村松村子々川郷が時津町に編入[2]されたことにより、児童数増加で6学級となる。
- 1960年（昭和35年）4月1日 - 時津町立時津小学校より分離し、「時津町立時津北小学校」（現校名）として独立。
- 1973年（昭和48年）3月 - 体育館が完成。
- 1974年（昭和49年）6月 - 鉄筋コンクリート造2階建て新校舎が完成。
- 1979年（昭和54年）- 鉄筋コンクリート造3階建て校舎を増築。
- 2017年（平成29年）4月 - 学校運営協議会を設置。町指定コミュニティ・スクールとなる。

## アクセス
最寄りのバス停
- 長崎バス 「日並」バス停

最寄りの国道・県道
- 国道206号

## 周辺
- ナフコ時津店
- ハイパーセンターオサダ時津店